# إدارة سان خوسيه (أوروغواي)
تعدّ إدارة سان خوسيه واحدة من 19 إدارة اللواتي يشكلن الجمهورية الشرقية لدولة الأوروغواي. تقع في المنطقة الجنوبية من البلاد. يحدها من الشمال فلوريس، ومن الشرق فلوريدا، وكانيلونيس، ومونتي فيديو. ويحدها من الغرب كولونيا وسوريانو (تتوسط تقاطع صغير في بلدة إسمايل كورتيناس). ويحدها من الجنوب نهر ريو دي لا بلاتا. تبلغ مساحتها 4992 كم مربع وعدد سكانها ما يقارب 108 309 نسمة حتى عام 2011، والذي جعل منها واحدة من الإدارات الأكثر كثافة سكانية في الأوروغواي.
يشكل القطاع الجنوبي من الإدارة جزءاً من منطقة ميتروبوليتان دي مونتي فيديو، ويُعزى إلى ذلك أن المنطقة واقعة ضمن التوسع من بقعة مدنية للمونتي فيديو العظمى. إنّ عاصمة سان خوسيه الإدارية هي سان خوسيه دي مايو.

## تسمية الإدارة
تأتي تسمية الإدراة من القديس يوسف النجار والتي قُدمت في أول مدينة عشوائية أنشئت على يد الإسبان في بدايات القرن التاسع عشر. عمّد البابا  بيوس الثاني عشر العاصمة سقفاً لسان خوسيه، القديس الحامي للإدارة عام 1955.
يُطلق على أهل المنطقة اسم الماراجاتو؛ فيعود سكانها الأصليين إلى جذورهم في الناحية الإسبانية، ماراجاتيريّا التابعة ل مقاطعة ليون. كان الماراجاتو الإسبان أكبر المستعمِرين لهذه المنطقة والذين بدورهم ساهموا في تأسيس العاصمة سان خوسيه دي مايو، ويعد مركزاً للمدينة إضافةً إلى المدن التي ضموها الماراجاتو إلى الأراضي المستَعمِرة. ومع ذلك، سكن المدينة عدد آخر من المهاجرين قدم أغلبيتهم من أستورياس الإسبانية (استدعى هذا الأمر زيارة قام بها الأمير فيليب السادس، والذي أصبح فيما بعد ملكاً لإسبانيا عام 1991).

## التاريخ
في أواسط القرن الثامن عشر، كانت الضفة الشرقية لنهر الأوروغواي محط أنظار الإسبان لغناها ومناخها المناسب. اتُخذت الخطوة الأولى قرابة عام 1779 في منطقة أستورياس ومنطقة غاليسيا، العام الذي شهد فيه اجتماع عائلات عديدة لمناقشة الأمور المتعلقة بالهجرة إلى العالم الجديد وما كان سينتظرهم هناك.
وبعد ثلاثة أعوام، أي في عام 1782، صعد قاربان إلى ميناء مونتي فيديو وعلى متنهما مهاجرون؛ الأول قادم من البرتغال، والثاني من أصولٍ إسبانية وذلك في 29 و30 من شهر سبتمبر.
هَدفت محكمة إسبانيا إلى نشر الباتاغونيا. ولكن نظراً إلى التناقضات المتكررة والجو غير المريح لمنطقةٍ باردة وجافة، إضافةً إلى نقص الموارد الكافية التي تسهّل التزويد في المستعمرات، فإنه اتخذ فيرّي خوان خوسيه دي بيرتيس إجراءات لتوطين السكان الجدد في مركزين تجاريّين مسجلين ضمن حواجز ضفة نهر الأوروغواي، وهما سان خوسيه وميناس.
غادر إوسيبيو فيدال - ملازم في منطقة ألمانثا الإسبانية - في مايو 1783 من مونتي فيديو باتجاه المستوطنات التي تقع تحت سيطرة حاكم منطقة بيرتيس وسالثيدو، وريثاً لسلالة إسبانية قديمة يطلق عليها اسم ثيبايوس في ملكية ريو دي لا بلاتا البديلة، ومع نهاية الحكم الرسمي للملك كارلوس الثالث ملك إسبانيا. ورافقه 244 رجلاً (40 شيخاً و204 مبشراً هندياً) الذين عملوا في مجال البناء. ثمّ ظهرت المواد الأولية للبناء، وبدأوا بالوصول إلى مستعمرات الباتاغونيا.
بخلاف ما كان يحصل في مناطق أخرى من أمريكا، لم يكن السكان، أغلبيتهم من أستورياس، ينجذبون إلى الكنوز أو الحجارة الثمينة ولا إلى الأراضي بل كانوا يتوقون للعمل في الحقل.

### سان خوسيه في تاريخالأوروغواي
تعتبر الإدارة حجراً أساسي في تاريخ البلد وفي الصراع من أجل الحرية لأميركا الجنوبية من مملكة إسبانيا.
تحررت قرية سان خوسيه في 25 أبريل عام 1811 في معركة وقعت بين الجيش الوطني بقيادة الجنرال مانويل بلجرانو، المنتصر في الحرب، والقوات الملكية. ووقع فيها جريحاً القائد مانويل أرتيجاس. ووقعت في 23 أكتوبر من العام نفسه حادثة "النزوح للشعب الشرقيّ"، والتي فيها تركت مجموعة من العائلات أراضيها لاحقين بخوسيه خيرباسيو أرتيجاس في منفى في الأراضي الشمالية. وأخيراً، وفي 24 نوفمبر عام 1818، تم عقد أول مؤتمر عام تأسيسي من أجل إحياء المبادئ التي أرادوا التعامل فيها ووضعها في الدستور المستقبلي. وعبر أيضاً 33 شرقياً سان خوسيه المسافة ما بين بوينس آيرس ومونتي فيديو عام 1825 للقتال ضد المملكة البرتغالية، منتصرين في معارك تحريرية لمدينة باسو ديل ري وسان خوسيه؛ وقابضين على 300 برازيلي في تحرير الباسو ديل ري وحامية للعدو في تحرير الثانية.

### 1811: عام المواجهات

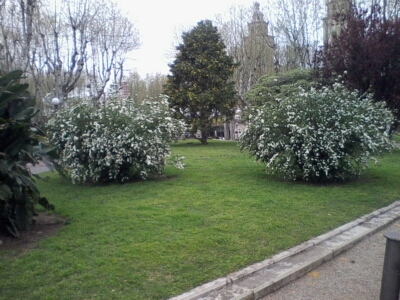
ساحة سان خوسيه، الأوروغواي

تواجهت قوات ثورية مع إسبانية مبعوثة من قبل نائب الملك فرانسيسكو خابيير إليو في 21 فبراير عام 1811 في صراعٍ تصاعد في مدينة الري ديل باسو. وكان بينانثيو بينابيديث ومانويل أرتيجاس (ابن عمّ الشريف الوطني، خوسيه أرتيجاس) المسؤولان عن تحريض الجنود المسلحين ضد السلطة الوالية التي كانت على حافة الانهيار حيث كان عليهما أن يلجآ إلى سان خوسيه. سبق الانتصار في الأراضي الخوسيفية معركة الصخور التي شبت في 18 مايو من العام نفسه. توفي مانويل أرتيجاس بعد أن وقع جريحاً، بعد كل الانتصارات الجبارة على موالي المملكة الإسبانية.

### النزوح

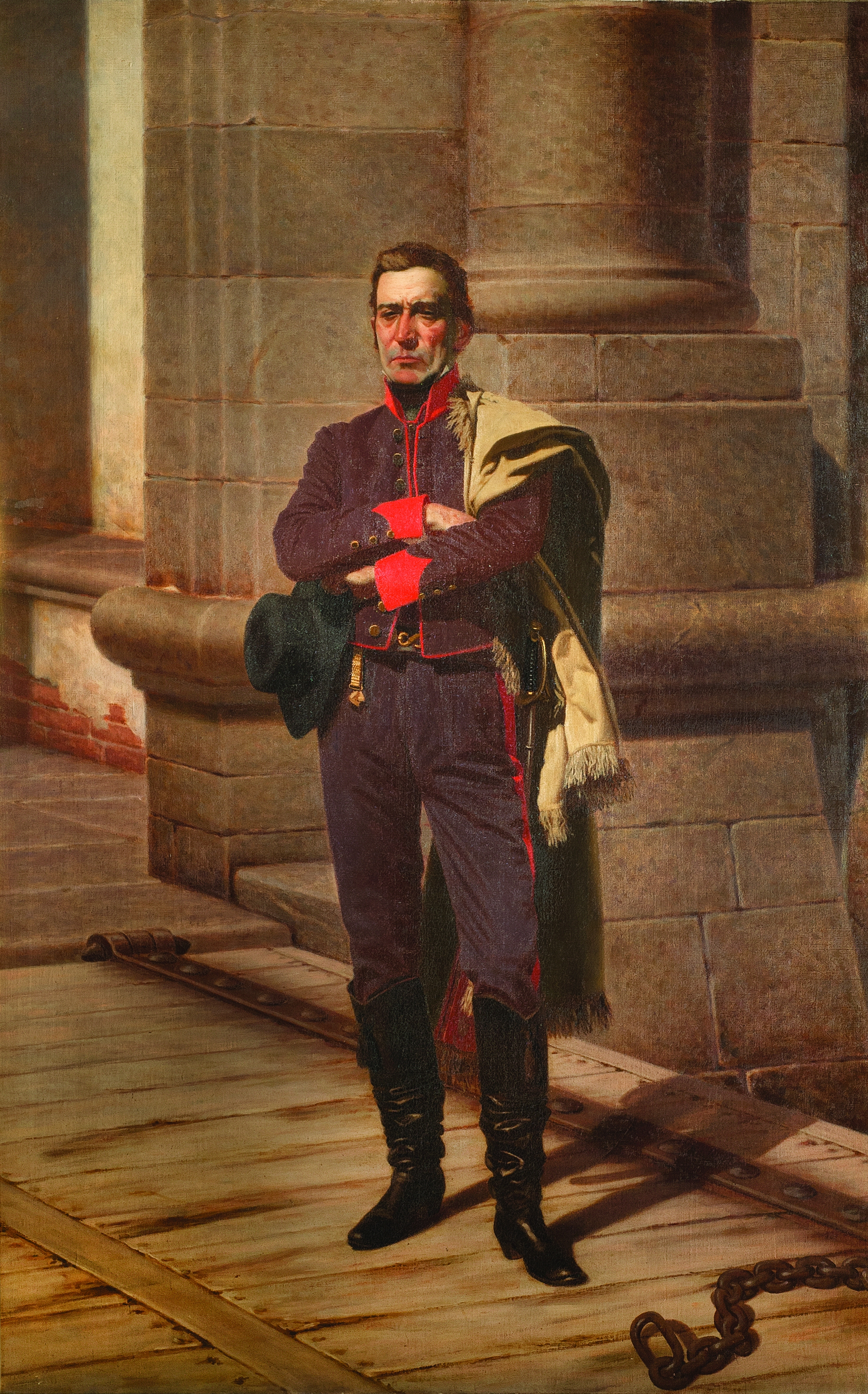
خوسيه جيرفاسيو أرتيجاس.

قامت أغلبية سكان مونتي فيديو بمغادرة ممتلكاتهم وأراضيهم لاحقين بالقائد الثوري، خوسيه خيرباسيو أرتيجاس عقب إبرام اتفاقية هدنة في أكتوبر 1811. طُرح هذا التوجه في مؤتمر سان خوسيه، في نهاية الشهر نفسه، جاعلين قضايا المزارعين محور المؤتمر، حيث ولأول مرة يتم تسليط الضوء على مشاكلهم بشكلٍ محوريّ لمصلحة مستقبل المجتمع.

في كلمةٍ ألقاها أرتيجاس في مجلس في الباراجواي، موقعاً عليها في ثكنة دايمان العسكرية في ديسمبر عام 1811، والتي يقول فيها: 
| إدارة سان خوسيه (أوروغواي) | هرّبنا المقاتلين المنفيين إلى سان خوسيه وهناك احتضنهم الشرقيون مستقبلين بذلك أعظم انقلاب سبّب محاولة في الاستمرار والمواظبة؛ وجشعت حكومة بوينس آيرس كل محاولات الانقلاب في جميع أرجائها ومن أجل ذلك تمّ إجازة لجوء الأحرار إلى منطقة باندا الشرقية؛ ولحصول ذلك قاموا بإخضاع أحياء بأكملها لحكم إليّو تحت أنين المعول أو العصا. حاجة ملحة ومؤلمة | إدارة سان خوسيه (أوروغواي) |

اكتسب الموقع حيث أقيم فيه المجلس والمعسكر مكانة واحترام فائقين. أشار العديد من المؤلفين كآوجستين بيراثا أنه كان جيداً لو أمكن عقده في ساحل نهر سان خوسيه، بينما يعتقد آخرون، مثل رييس أبديّي وبثكيث روميرو، أنه من الأفضل إقامته في الباسو دي لا أرينا.

### المجلس التشريعي

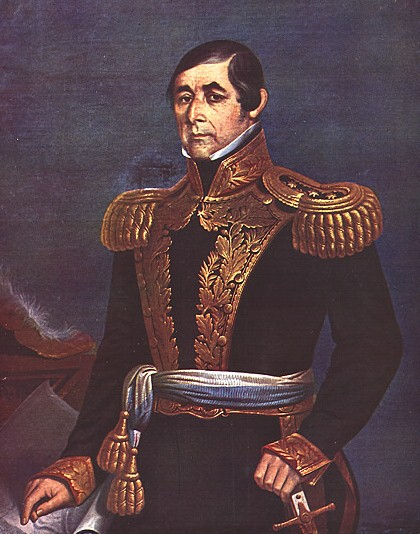
فروكتوسو ريفيرا.

أبرمت اتفاقية تمهيدية للسلام في ريو دي جينيرو عام 1828 والتي من المفترض أن تلخص القرارات المتعلقة بالشؤون الشرقية على يد أول رئيس وزراء مستقبلي، فروكتوسو ريفيرا. وعقب هذا الاجتماع، أضاف إلى المقاطعة مجلساً عامّاً وتشريعياً والذي كان يعمل بشكلٍ مستقل ومنفرد عام 1830. عُقدت الجلسة الأولى في مبنى في سان خوسيه في 22 نوفمبر. وعُين خوسيه روندياو حاكماً إقليمياً. ومع مرور الوقت، تم تشريع القوانين الأولية والتي لا تخالف المقترحات والخطط المصاغة في الاجتماع. وتحول اسم مقاطعة ثيسبلاتينا إلى جمهورية الأوروغواي الشرقية (الاسم الحالي).

## جغرافية المنطقة

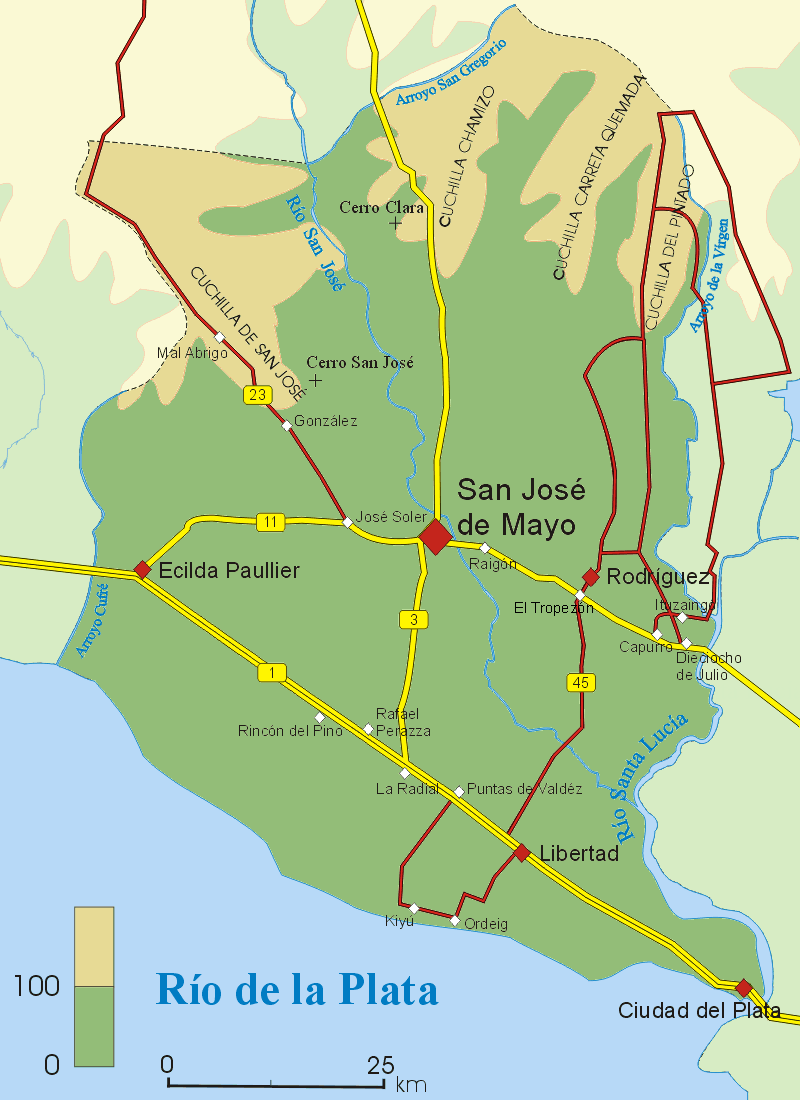
خريطة سان خوسيه، الأوروغواي.

تشكل مقاطعة سان خوسيه جزءاً من الساحل الجنوبي للأوروغواي إضافة إلى الأقاليم؛ كولونيا، ومونتي فيديو، وكانيلونيس، مالدونادو، وروتشا. ويعد جزء من المقاطعة ضمن المزيج من المناطق التابعة لمونتي فيديو العظمى.
تقع في حوض البلاتا حيث تتوفر الشواطئ الحيوية، والطقس القاري المتسم بانقطاع المطر. ومن الجدير بالذكر، أن سان خوسيه هي منطقة صناعية لقربها من السوق وميناء العاصمة مما يجعلان منها مركزاً هاماً للعائدات وكثرة فرص العمل المتاحة بشكل أكبر من المدن الواقعة في الداخل وفي العاصمة.

### التضاريس
تُقسم سان خوسيه إلى أربعة مناطق جغرافية متنوعة: السهول البلورية الجنوبية والغنية بالغرين؛ والجبال الممتدة من الشمال الغربي والغنية بالغرانيت، والجبال المجوفة كالتي تظهر في جبال محمد (أعلى نقطة في سان خوسيه ويبلغ ارتفاعها 180 م)؛ والمنطقة الشرقية الصلصالية والمحاطة بنهري سانتا لوسيا وسان خوسيه؛ وساحل نهر الفضة أو الساحل الفضي الغنيّ والرمليّ ( كمنطقة زاوية البولسة)، ولكنه وعر في ماوريثيو وسان جريجوريو.

### المسطحات المائية
يمثل ملحق لا كوتشيا جراندي، لا كوتشيا دي سان خوسيه، الحد النهري الأكثر أهمية على مستوى سان خوسيه. ويحظى نهر سانتا لوسيا بأهمية كبيرة ويستقبل ينابيع نهر ريو دي لا بلاتا، ومن ضمنها جداول بيريرا وبافون وكوري بالقرب من كولونيا. ويوجد نهر سان خوسيه نهر سانتا لوسيا.

## الاقتصاد
اقتصاد الإدارة متنوعاً نسبياً، وهو متميز في إنتاج الحليب. تكثر في المناطق القريبة من العاصمة والتابعة لمونتي فيديو صناعة الحبوب والأعلاف وإنتاج الفواكه والشمندر والبطاطا (المنطقة الأولى في إنتاج البطاطا على المستوى المحلي) والذرة والكرم وإنتاجها المميز البذور ودوار الشمس. ويوجد حول نهر سانتا لوسيا المواد الأولية في إنتاج الموادالخاصة للتنظيف والكيميائية. وتختص مناطق سان خوسيه دي مايو وليبرتاد بصناعة الألبان والأجبان والنبيذ ومنتجات الأبقار والضأن والخنازير.

## السكان
| الجماعات العرقية في سان خوسيه (2011) | الجماعات العرقية في سان خوسيه (2011) | الجماعات العرقية في سان خوسيه (2011) | الجماعات العرقية في سان خوسيه (2011) | الجماعات العرقية في سان خوسيه (2011) |
| ------------------------------------ | ------------------------------------ | ------------------------------------ | ------------------------------------ | ------------------------------------ |
| الجماعات العرقية                     | الجماعات العرقية                     |                                      | النسبة                               | النسبة                               |
| White                                | White                                |                                      | 93.0%                                | 93.0%                                |
| أوروغوايانيون ذو أصول أفريقية ‏       | أوروغوايانيون ذو أصول أفريقية ‏       |                                      | 5.5%                                 | 5.5%                                 |
| Indigenous                           | Indigenous                           |                                      | 3.7%                                 | 3.7%                                 |
| Asian                                | Asian                                |                                      | 0.4%                                 | 0.4%                                 |
| بدون/آخر/غير محدد                    | بدون/آخر/غير محدد                    |                                      | 3.1%                                 | 3.1%                                 |

بلغ عدد سكان مقاطعة سان خوسيه 108,309 نسمة (53,998 من الذكور و54,311 أنثى) و43,023 أسرة في تعداد 2011.

### المدن الكبرى

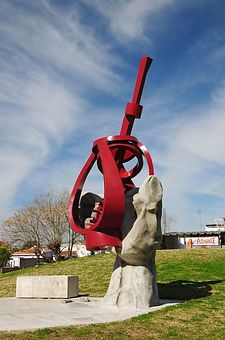

فيما يلي قائمة مدن الإدارة حسب السكان.

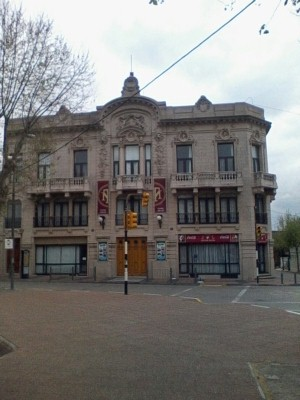
سان خوسيه، الأوروغواي.

| المدينة/البلدة    | السكان |
| ----------------- | ------ |
| سان خوسيه دي مايو | 36 747 |
| سيوداد ديل بلاتا  | 31 146 |
| ليبرتاد           | 10 166 |
| رودريجيث          | 2604   |
| إثيلدا باويير     | 2585   |
| بونتاس دي بالديث  | 1491   |
| رافييل بيرازا     | 1277   |